# Sei Nazioni 2004
Il Sei Nazioni 2004 (in inglese 2004 Six Nations Championship; in francese Tournoi des Six Nations 2004; in gallese Pencampwriaeth y Chwe Gwlad 2004) fu la 5ª edizione del torneo annuale di rugby a 15 tra le squadre nazionali di Francia, Galles, Inghilterra, Irlanda, Italia e Scozia, nonché la 110ª in assoluto considerando anche le edizioni dell'Home Nations Championship e del Cinque Nazioni.
Noto per motivi di sponsorizzazione come 2004 RBS Six Nations Championship a seguito di accordo di partnership commerciale con la Royal Bank of Scotland, si tenne dal 14 febbraio al 27 marzo 2004.
Il torneo vide il Grande Slam della Francia a due anni da quello del 2002, maturato con la vittoria, nell'ultima giornata, sull'Inghilterra neocampione del mondo per 24-21 allo Stade de France; per i Bleus si trattò del loro ventiduesimo titolo.
Per la seconda stagione consecutiva, e la terza in assoluto, l'Italia riuscì a non chiudere ultima in classifica grazie alla vittoria per 20-14 sulla Scozia allo Stadio Flaminio.
Il valore delle marcature, come stabilito dall’IRFB nel 1992, era: 5 punti per ciascuna meta (7 se trasformata), 3 punti per la realizzazione di ciascun calcio piazzato, idem per il drop.

## Nazionali partecipanti e sedi
| Squadra     | Città       | Impianto interno   |
| ----------- | ----------- | ------------------ |
| Francia     | Saint-Denis | Stade de France    |
| Galles      | Cardiff     | Millennium Stadium |
| Inghilterra | Londra      | Twickenham         |
| Irlanda     | Dublino     | Lansdowne Road     |
| Italia      | Roma        | Stadio Flaminio    |
| Scozia      | Edimburgo   | Murrayfield        |

## Risultati

### 1ª giornata
| Arbitro: | Chris White |

|                                              |      |                       |
| Clerc 28’ Papé 51’ Jauzion 55’ Élissalde 77’ | mt   | 44’ A. Foley 70’ Howe |
| Michalak 51’, 55’, 77’                       | tr   | 44’, 70’ O’Gara       |
| Michalak (3) 21', 33', 60'                   | c.p. | 6’ O’Gara             |

| Arbitro: | Donal Courtney |

|                               |      |                |
| R. Williams 3±50 A. Jones 15’ | mt   | 80+6’ Taylor   |
| S. Jones 3’                   | tr   | 80+6’ Paterson |
| S. Jones 25’, 40+2’           | c.p. |                |
|                               | drop | 8’ Paterson    |

| Arbitro: | Andy Turner |

|                  |      |                                                                            |
|                  | mt   | 16’ Balshaw 23’, 40+3’, 64’ Robinson 59’ Lewsey 70’ Grayson 80+6’ C. Jones |
|                  | tr   | 16’, 59’, 70’ Grayson                                                      |
| Wakarua 22’, 29’ | c.p. | 2’, 20’, 36’ Grayson                                                       |
| Wakarua 6’       | drop |                                                                            |

### 2ª giornata
| Arbitro: | Alan Lewis |

|                                   |      |  |
| Harinordoquy 25’, 46’ Elhorga 75’ | mt   |  |
| Élissalde 25’, 46’                | tr   |  |
| Élissalde 13’ Traille 42’         | c.p. |  |

| Arbitro: | David McHugh |

|                  |      |                                               |
| Danielli 58’     | mt   | 11’ Cohen 31’ Balshaw 48’ Lewsey 69’ Grewcock |
| Paterson 58’     | tr   | 11’, 31’, 69’ Grayson                         |
| Paterson 3’, 26’ | c.p. | 16’, 29’, 66’ Grayson                         |

| Arbitro: | Joël Jutge |

|                                                          |      |                   |
| Byrne 1’, 40+2’ O’Driscoll 15’, 53’ O’Gara 31’ Foley 48’ | mt   | 64’, 77’ Shanklin |
| O’Gara 1’, 15’, 53’                                      | tr   | 64’ S. Jones      |
|                                                          | c.p. | 6’ S. Jones 6'    |

### 3ª giornata
| Arbitro: | Nigel Whitehouse |

|                                       |      |                         |
| Ongaro 42’                            | mt   | 80+7’ Webster           |
| de Marigny 3’, 12’, 40+5’, 74’, 80+5’ | c.p. | 9’, 35’, 40+2’ Paterson |

| Arbitro: | Paul Honiss |

|                  |      |                             |
| Dawson 27’       | mt   | 52’ Dempsey                 |
| Grayson 27’      | tr   | 52’ O’Gara                  |
| Grayson 32’, 72’ | c.p. | 17’, 24’, 34’, 40+3’ O’Gara |

| Arbitro: | Stuart Dickinson |

|                                  |      |                                  |
| M. Williams 80+5’                | mt   | 40+1’ Harinordoquy 58’ Élissalde |
| S. Jones 80+5’                   | tr   | 40+1’, 58’ Élissalde             |
| S. Jones 12’, 19’, 24’, 27’, 55’ | c.p. | 6’, 17’, 46’, 48’, 74’ Élissalde |

### 4ª giornata
| Arbitro: | Kelvin Deaker |

|                                       |      |                |
| O'Kelly 29’ O’Driscoll 36’ Horgan 55’ | mt   |                |
| O’Gara 36’, 55’                       | tr   |                |
|                                       | c.p. | 72’ de Marigny |

| Arbitro: | Andrew Cole |

|                              |      |                             |
| Cohen 6’, 67’ Worsley 80+4’  | mt   | 42’ G. Thomas 51’ M. Taylor |
| Barkley 6’, 67’              | tr   | 42’ S. Jones                |
| Barkley 19’, 23’, 40+6’, 78’ | c.p. | 11’, 15’, 26’ S. Jones      |

| Arbitro: | Scott Young |

|  |      |                                |
|  | mt   | 7’ Magne 68’, 78’ Jauzion      |
|  | tr   | 7’, 68’, 78’ D. Yachvili       |
|  | c.p. | 15’, 35’, 43’, 48’ D. Yachvili |

### 5ª giornata
| Arbitro: | Mark Lawrence |

|                                                                      |      |               |
| S. Williams 29’, 69’ R. Williams 36’, 72’ G. Thomas 56’ Shanklin 61’ | mt   | 64’ Masi      |
| S. Jones 56’, 61’, 69’, 72’                                          | tr   | 64’ Wakarua   |
| S. Jones 12’, 18’                                                    | c.p. | 3’ de Marigny |

| Arbitro: | Nigel Williams |

|                                                       |      |                  |
| D’Arcy 20’, 79’ Murphy 40+1’ Wallace 56’ Stringer 66’ | mt   | 51’ Hogg         |
| O’Gara 56’, 66’, 79’                                  | tr   | 51’ Paterson     |
| O’Gara 5’, 26’                                        | c.p. | 1’, 24’ Paterson |
|                                                       | drop | 38’ Parks        |

| Arbitro: | Alain Rolland |

|                                    |      |                         |
| Harinordoquy 26’ D. Yachvili 40+2’ | mt   | 53’ Cohen 76’ Lewsey    |
| D. Yachvili 26’                    | tr   | 53’ Barkley             |
| D. Yachvili 22’, 35’, 40’, 52’     | c.p. | 40+1’, 49’, 73’ Barkley |

## Classifica
| Pos | Squadra     | G | V | N | P | PF  | PS  | DP   | Pt |
| --- | ----------- | - | - | - | - | --- | --- | ---- | -- |
| 1   | Francia     | 5 | 5 | 0 | 0 | 144 | 60  | +84  | 10 |
| 2   | Irlanda     | 5 | 4 | 0 | 1 | 128 | 82  | +46  | 8  |
| 3   | Inghilterra | 5 | 3 | 0 | 2 | 150 | 86  | +64  | 6  |
| 4   | Galles      | 5 | 2 | 0 | 3 | 125 | 116 | +9   | 4  |
| 5   | Italia      | 5 | 1 | 0 | 4 | 42  | 152 | −110 | 2  |
| 6   | Scozia      | 5 | 0 | 0 | 5 | 53  | 146 | −93  | 0  |